# Liza saliens
Il cefalo verzelata (Liza saliens sinonimo di Chelon saliens), conosciuto anche come cefalo musino, è un pesce appartenente alla famiglia Mugilidae.

## Distribuzione ed habitat
Il suo areale va dal golfo di Guascogna a norda alle Isole Canarie e l'Africa tropicale a sud comprendendo l'intero mar Mediterraneo ma non il mar Nero. È stato introdotto con successo nel mar Caspio.
Il suo habitat è prevalentemente lagunare o estuariale, si può anche trovare in mare ma quasi mai in acqua dolce.

## Descrizione
Assai simile al Cefalo dorato al punto da essere quasi indistinguibile presenta però alcune caratteristiche diverse:
- il corpo è molto snello, molto più che nei congeneri tanto da renderlo quasi sempre riconoscibile a colpo d'occhio
- il muso è molto più appuntito
- la macchia dorata sull'opercolo è spesso presente e frazionata in 2 o più macchie più piccole, non è mai vistosa ed unica come in Liza aurata
- La macchia nera all'ascella delle pinne pettorali è assente e queste pinne, girate in avanti, raggiungono o superano il bordo anteriore dell'occhio.

L'unico carattere sicuro di riconoscimento però consiste nell'osservare numero e forma di particolari degli organi interni.

## Alimentazione
Simile a quella degli altri membri della famiglia.

## Riproduzione
Il periodo riproduttivo si estende da maggio a settembre (molto più che negli altri cefali).
La maturità sessuale viene raggiunta prima nei maschi che nelle femmine, questo spiega l'inversione sessuale che, unica fra i mugilidi mediterranei, si osserva talvolta in questa specie.

## Pesca
Identica a quella praticata per il cefalo comune. Le sue carni simili a quelle degli altri cefali.